# Sainte-Livrade XIII
Maillots
Sainte-Livrade XIII est un club du rugby à XIII français, fondé en 1939, situé à Sainte-Livrade-sur-Lot dans le département de Lot-et-Garonne. Après avoir évolué de nombreuses années en deuxième division Championnat de France de rugby à XIII de 2e division dit Elite II ou en troisième Division, l'équipe première du club évolue actuellement dans le championnat de France de rugby à XIII de quatrième division : la Fédérale.

## Palmarès
- Championnat de France Élite 1 :
  - Vainqueur : Néant
  - Finaliste : Néant

- Coupe de France :
  - Vainqueur : Néant
  - Finaliste : Néant

- Championnat de France Élite 2 :
  - Vainqueur : 1 (2003)
  - Finaliste : Néant

- Championnat de France Nationale 1 :
  - Vainqueur :  Néant
  - Finaliste : (1978)

- Championnat de France Fédérale :
  - Vainqueur :  Néant
  - Finaliste : Néant

- Coupe Falcou :    .i.e. [ex Coupe de France amateur (1937-1939), puis Coupe nationale (1945-1962), puis Coupe de France fédérale (1977-1991)]
  - vainqueur à 4 reprises : 1987, 1994, 2000, 2002.

## Internationaux formés au club
- Pascal Baratiè,
- Alain et Michel Delpech,
- Jules Favaretto,
- Antoni Maria.

## Internationaux ayant joués au club
- Christian Clar,
- Christian Sabatié

1. ↑  Seuls les principaux titres en compétitions officielles sont indiqués ici.